# Route départementale 45 (Yvelines)
Pour les articles homonymes, voir Route départementale 45.
La route départementale 45 ou D45, est une route du département français des Yvelines d'intérêt local dans sa majeure partie.
Elle se situe dans la partie nord du département, le traversant en diagonale de l'est-nord-est vers l'ouest-sud-ouest depuis le nœud autoroutier A13-A14 vers la région de Houdan.

À l'exception de la traversée de Maule et du croisement avec la route départementale 191, elle est très peu souvent embouteillée mais en raison de son parcours sinueux et des villages traversés, elle ne peut être considérée comme un axe d'importance majeure.

## Itinéraire
Dans le sens nord-est - sud-ouest, les communes traversées sont :
- Orgeval : la D45 commence au droit de la route départementale 113, ancienne route nationale 13 dite route de quarante sous, dans un premier temps vers le sud, vers le centre du village, avec le nom d’avenue Pasteur puis celui d’avenue du Maréchal Foch et, sur la fin de cette dernière, sur guère plus de 80 mètres, se confond avec la route départementale 69 qui relie la Maladrerie de Poissy à l'est à Morainvilliers à l'ouest ; elle bifurque ensuite vers l'ouest avec le nom de rue du Docteur Maurer et sort du village ;